# Timothy P. White

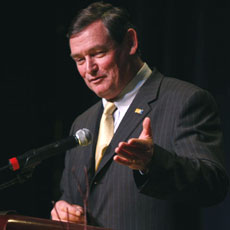
Timothy P. White in 2008.

Timothy P. White (Buenos Aires, 9 juli 1949) is een Argentijns-Amerikaans kinesioloog en onderwijsadministrateur. Hij was de achtste rector (chancellor) van de Universiteit van Californië - Riverside, waar hij in mei 2008 werd aangesteld en waar hij op 17 maart 2009 geïnaugureerd werd. Eind december 2012 volgde White Charles B. Reed op als rector van het California State University-systeem. In 2020 ging hij met pensioen. 